# 33e finale des Jeux de l'Acadie
La 33e Finale des Jeux de l'Acadie a eu lieu du 29 juin au 3 juillet 2012 dans la Municipalité d'Argyle, Nouvelle-Écosse. C'est la deuxième fois dans l’histoire des 32 années d’existence des Jeux de l'Acadie que la Nouvelle-Écosse reçoit une Finale - et Argyle sera la première région rurale de la province à le faire.

## La Municipalité d'Argyle
La région de Par-en-Bas embrasse le pourtour de la baie des Homards, dans le Sud-Ouest de la Nouvelle-Écosse. Avec 6240 habitants d’expression française sur une population totale estimée à 9000 personnes, Par-en-Bas est l’une des deux régions de la province (l’autre étant Clare) où les francophones sont majoritaires.
Le climat maritime vaut à la région les hivers les plus cléments de la province. Les printemps et les étés, relativement frais, sont teintés de nappes de brouillard créées par la rencontre d’un courant marin chaud (le Gulf Stream) provenant du sud de l’Atlantique et d’un courant froid venant du Labrador.

## Sites
La finale se déroulera dans 9 différents sites pour combler tous les sports et les accomodements nécessaires tout au courant des jeux.
- L'école secondaire de Par-en-Bas servira d'hébergement pour les athlètes et l'athlétisme, le ballon-volant féminin et le soccer féminin y sera présenté.
- L'école Belleville pourra elle aussi héberger des athlètes et présentera du soccer féminin.
- Université Sainte-Anne - Campus de Tusket servira de centre administrative pour les employés des Jeux.
- Drumlin Heights Consolidated School présentera le ballon-volant masculin.
- Mariners Centre sera le site pour la présentation des cérémonies d'ouverture et de fermeture et les équipes de badminton s'y affronteront.
- Le Yarmouth Consolidated Memorial High School ainsi que le Yarmouth Junior High School seront les endroits où les athlètes du Ballon-panier pourront s'affronter.
- NSCC Burridge Campus présentera les épreuves de mini hand-ball.
- Maple Grove Education servira d'hébergement pour les jeunes.
- Le Hebron Recreation Complex présentera les épreuves du tennis, du soccer masculin et de balle-molle.

## La Finale

### Sports
Voici la programmation en vigueur sportive à la Finale des Jeux de l'Acadie:
| - Athlétisme - Badminton - Basketball - Mini handball | - Softball - Soccer - Tennis - Volleyball |

Un volet éducatif est formé d’une discipline sportive sélectionnée par la municipalité hôtesse par l’entremise de son comité organisateur (COFJA). Les buts d’un tel volet sont de sensibiliser la population à un sport peu connu ou peu développé dans les huit régions constituant la Société des Jeux de l’Acadie inc. et d’initier la jeunesse francophone à la pratique de différentes disciplines sportives. Les sports déjà au programme des Jeux de l’Acadie sont exclus de ce volet.
La participation à ce volet éducatif est pour tous (parents, spectateurs, officiels, entraîneurs, etc.). Par contre, la priorité est toujours être donnée aux athlètes accrédités aux disciplines sportives inscrites à la Finale des Jeux de l’Acadie.
Durant cette édition des Jeux de l'acadie, le volet éducatif était le golf.

### Calendrier
Voici le calendrier de la Finale.
| Cérémonies          | Cérémonies          |                     |    | O  |   |   | C |
| Athlétisme          |                     |                     |    |    |   |   |   |
| Badminton           |                     |                     |    |    |   |   |   |
| Basket-ball         |                     |                     |    |    |   |   |   |
| Mini handball       |                     |                     |    |    |   |   |   |
| Soccer              |                     |                     |    |    |   |   |   |
| Softball            |                     |                     |    |    |   |   |   |
| Tennis              |                     |                     |    |    |   |   |   |
| Volley-ball         |                     |                     |    |    |   |   |   |
| juin - juillet 2012 | juin - juillet 2012 | juin - juillet 2012 | 29 | 30 | 1 | 2 | 3 |

|  | Cérémonies |  | Jour de compétition |  | Jour de finale |